# Hajnówka
Hajnówka [xai̯ˈnufka] (belarussisch Гайнаўка, Hajnaŭka, auf Deutsch auch Gajnowka genannt) ist eine zweisprachige Stadt in Polen in der Woiwodschaft Podlachien. Sie ist Sitz des Powiat Hajnowski und hat etwa 22.000 Einwohner.

## Geografie
Hajnówka liegt im Südosten der Woiwodschaft Podlachien. Die Landgemeinde grenzt im Osten an den Białowieża-Nationalpark. Durch die Stadt fließt der Fluss Leśna Prawa.

## Geschichte
An der Stelle des heutigen Hajnówka bestand im 16. Jahrhundert eine kleine Forstsiedlung.
Mit einem Erlass von 1589 wurden die Güter Polens in Staats- und Königsgüter getrennt. Die Puszcza Białowieska wurde dabei den Gütern des Königs zugeschlagen und daher unter besonderen Schutz gestellt, wovon auch die Forstsiedlung profitierte.
1795, nach der Dritten Teilung Polens, kam die Stadt unter die Herrschaft Preußens. 1808 wurde die Stadt Teil des neu entstandenen Herzogtums Warschau und 1815 Teil Kongresspolens. Nach dessen Niedergang war der Ort dann auch offiziell unter russischer Herrschaft. Allerdings waren während des Novemberaufstandes viele Einwohner des Dorfes Hajnówka aktiv gewesen und wurden nach dessen Niederschlagung nach Sibirien verschleppt. Erst 1860 wurde der Ort wieder besiedelt und wurde 1888 Gut des russischen Zaren.
Zwischen 1894 und 1906 erhielt die Stadt eine Verbindung zum Schienennetz. Sie wurde zum Knotenpunkt der Verbindungen von Bielsk Podlaski nach Białowieża und Siedlce und Waukawysk. Etwa um 1900 wurde eine Straße von Bielsk Podlaski nach Białowieża gebaut, die durch Hajnówka verlief und damit ebenfalls einen wichtigen Wirtschaftsfaktor darstellte. Während des Ersten Weltkrieges wurde das Dorf von den Deutschen besetzt. Diese beendeten den bisherigen Schutz der Gegend und begannen deren wirtschaftliche Nutzung. Der Ort erhielt dabei zwei Sägewerke und wurde außerdem zum Knotenpunkt für ein etwa 90 km langes Schmalspur-Schienennetz, das durch die umgrenzenden Wälder verlief und für die Forstwirtschaft genutzt wurde.
1918 wurde Hajnauka zu einem Teil der Belarussischen Volksrepublik erklärt, fiel aber 1919 wieder an Polen. Das Gebiet wurde kurzzeitig wieder unter Schutz gestellt. Dies hielt aber nicht lange und so zog das Dorf Arbeiter an, die vor allem in der Holzindustrie beschäftigt wurden. Die Industrien waren zwischenzeitlich größtenteils in Staatsbesitz übergegangen. Ebenfalls wurden in den frühen 1920er Jahren eine römisch-katholische Kirche, eine Synagoge, drei Grundschulen, zwei Kinos, eine Post, eine öffentliche Bibliothek und eine Bank errichtet. Ende 1930 waren 1947 Arbeiter in den Fabriken Hajnówkas beschäftigt.
Durch den Beginn des Zweiten Weltkrieges wurde die Entwicklung des Ortes gestoppt. Der Ort wurde von der Roten Armee besetzt und die Industrieanlagen wurden zu großen Teilen demontiert und in die Sowjetunion gebracht. Hajnauka wurde Teil der Bielastok Woblast von Belarus. Wie aus anderen Orten des von den Sowjets besetzten Westbelarus wurden viele Einwohner des Ortes in sowjetische Arbeitslager deportiert. Mit dem Beginn des Unternehmens Barbarossa besetzte die deutsche Wehrmacht die Stadt. Am 18. Juli 1944 eroberten die sowjetischen Truppen die Stadt wiederum. Während des Krieges hatten etwa 700 Einwohner ihr Leben verloren. Hajnówka wurde wieder aufgebaut und entwickelte sich gut, so dass sie 1951 das Stadtrecht erhielt. Drei Jahre später wurde die Stadt Sitz eines eigenen Powiat, verlor diesen Status bei einer Verwaltungsreform 1975 aber wieder. 1999 wurde der Powiat wieder eingerichtet.

### Religion
Die meisten Bewohner von Hajnówka sind Belarussen und gehören der orthodoxen Kirche an, die polnische Minderheit ist römisch-katholisch. Die Missionsschwestern von der Heiligen Familie haben in Hajnówka eine Niederlassung.

### Einwohnerentwicklung
Zu Beginn der Siedlung Hajnówka lebten nur sehr wenige Forstarbeiter hier. Nach dem Novemberaufstand war der Ort faktisch ausgestorben und wurde erst 1860 wieder besiedelt. 1925 waren etwa 70 % der Einwohner polnisch. Weiterhin gab es Juden, Deutsche, Ukrainer, Belarussen und Russen.
Heute ist Hajnówka ein wichtiges Zentrum der belarussischen Minderheit in Podlachien.
| Jahr          | 1830 | 1925  | 2000   |
| Einwohnerzahl | 500  | 4.000 | 23.977 |

## Landgemeinde
Die Landgemeinde Hajnówka, zu der die Stadtgemeinde Hajnówka selbst nicht gehört, hat 3817 Einwohner (Stand 31. Dezember 2020) und eine Fläche von 293,15 km².

## Kultur und Sehenswürdigkeiten

### Museen
- das Museum des Schmiede- und Schlosserhandwerkes
- das Museum der Belarussischen Kultur

### Bauwerke

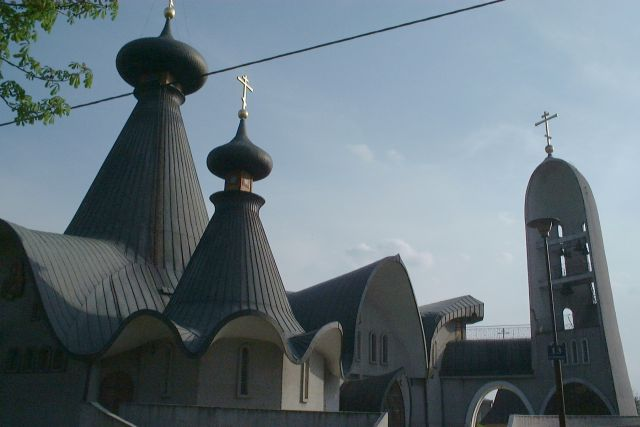
Kathedrale der Heiligen Dreifaltigkeit

Ein herausragendes Bauwerk ist die Kathedrale der Heiligen Dreifaltigkeit der polnisch-orthodoxen Kirche.
- die lebensgroße Statue eines Wisents

### Naturdenkmäler
Hajnówka grenzt unmittelbar an den Białowieża-Nationalpark, ein UNESCO-Weltnaturerbe.